# Holiday Inn
Pour les articles homonymes, voir Holiday.
Holiday Inn est une chaîne d'hôtels américaine filiale du groupe anglais IHG Hotels & Resorts.

## Histoire
Originellement, c'était une chaîne américaine, fondée en 1952, qui visait les familles américaines en voyage et en quête de logement à bon prix. En 1988, Holiday Inn a été achetée par Bass Brewers, qui appartient maintenant au groupe InterContinental Hotels.
Le premier hôtel de la chaîne fut nommé ainsi par son architecte, Eddie Bluestein, en référence au film L'amour chante et danse (1942) dont le titre original est Holiday Inn.

## Sites
Parmi les hôtels les plus importants de la chaîne ;
- Bayshore Holiday Inn, Dalian, Chine
- Holiday Inn Downtown Hotel, Hefei, Chine
- Holiday Inn Express Zhabei, Shanghai, Chine
- China Coal Building - Shanghai Pudong Holiday Inn, Shanghai, Chine
- Holiday Inn Donghua Shenzhen, Shenzhen, Chine
- Holiday Inn Jasmine Suzhou, Suzhou, Chine
- Holiday Inn Zhuhai, Zhuhai, Chine
- Holiday Inn Alger - Cheraga Tower, Alger, Algérie

## Ressources humaines
Le recours à une société de sous-traitance (Héméra) pour le nettoyage, et les conditions de travail en vigueur dans cette entreprise entraînent le 19 octobre 2017 une grève à l’hôtel Holiday Inn de Clichy-la-Garenne,, qui aboutit à un accord après 111 jours.